# Лопу Гонсалвіш
Ло́пу Гонсáлвіш (порт. Lopo Gonçalves), або  Ло́піш Гонсáлвіш (порт. Lopes Gonçalves) — португальський дослідник африканського узбережжя XV століття.

## Біографія
Разом з іншими португальськими мореплавцями, найнятими лісабонським купцем Фернаном Гомішем — Перу Ешкобаром, Педру де Сінтра, Фернаном до По та Жуаном де Сантарен, Лопу Гонсалвіш був серед ряду мореплавців, які досліджували Гвінейську затоку в цей період від імені короля Португалії Афонсу V.
Лопу Гонсалвіш був першим європейським мореплавцем, який перетнув екватор, першим досяг точки, де африканське узбережжя повертає на південь, і першим досяг Габону. У 1473 або 1474 році він і Руй де Секейра, здійснюючи дослідження узбережжя Західної Африки на схід уздовж узбережжя Нігерії, досягли точки, де африканське узбережжя починає йти на південь. Він пішов вздовж узбережжя на південь, перетнув екватор, пройшов мис Лопес у Габоні, названий на його честь, і досяг мису Святої Катерини, що знаходиться приблизно в 2 градусах на південь.